# Campanhã
Campanhã es una freguesia portuguesa perteneciente al municipio de Oporto, con 8,13 km² de área y 38 757 habitantes (2001). La densidad poblacional asciende a 4 767,2 hab/km².
Fue villa y sede de municipio hasta 1836. Estaba constituido por una sola freguesia y en 1801 tenía 3967 habitantes.

## Patrimonio

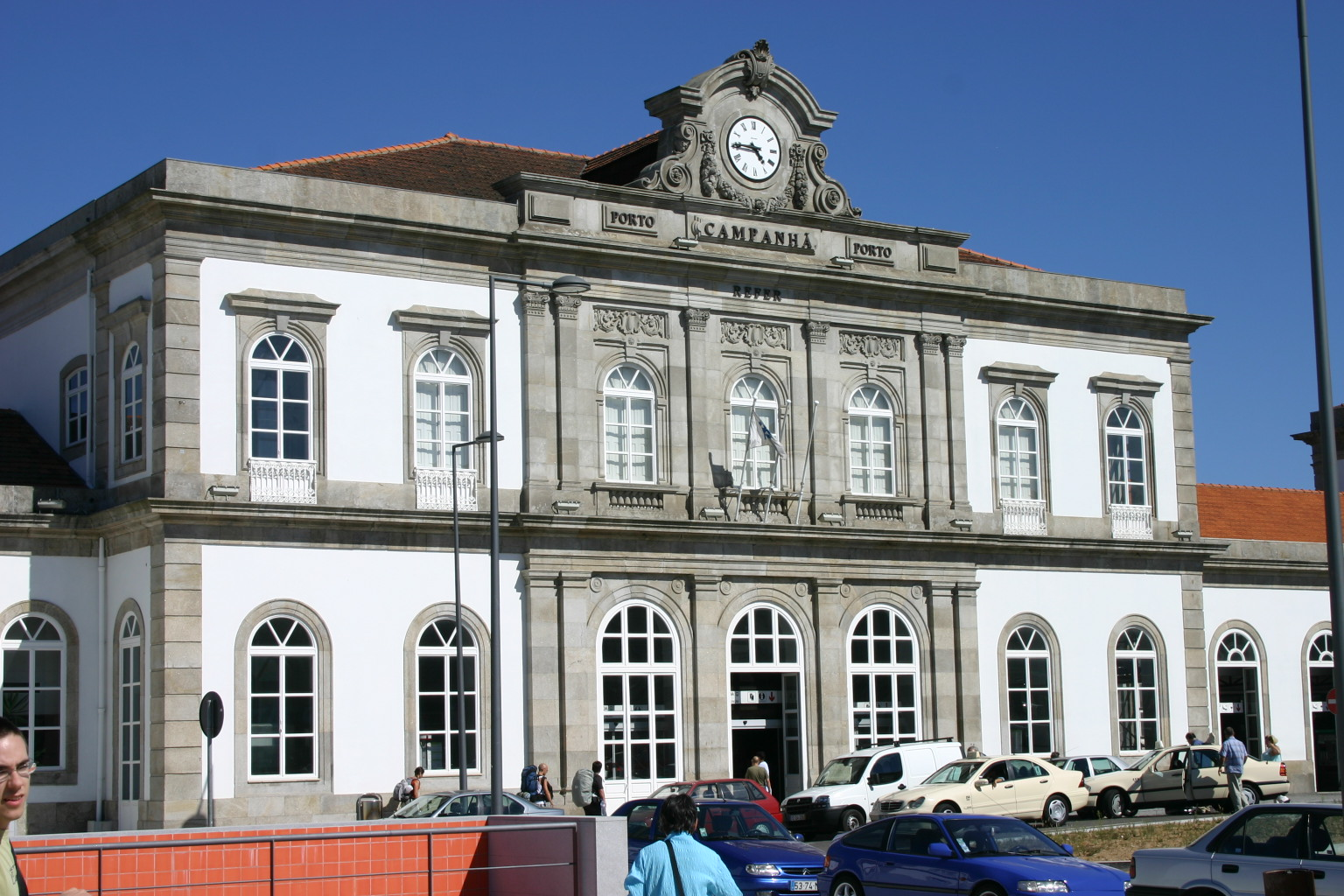
Estación de Campanhã.

- Estádio do Dragão
- Iglesia de Campanhã
- Palácio do Freixo
- Quinta da Revolta
- Quinta de Bonjóia
- Quinta de Villar D'Allen
- Companhia de Moagens Harmonia

- Datos: Q1030214
- Multimedia: Campanhã / Q1030214